# Erhard Apeltauer
Erhard Apeltauer (* 1952/1953) ist ein ehemaliger deutscher Basketballspieler.

## Laufbahn
Apeltauer nahm 1970 mit bundesdeutschen Juniorennationalmannschaft an der Europameisterschaft in Athen teil und erzielte im Turnierverlauf im Schnitt 6,3 Punkte je Einsatz.
Er spielte ab der Saison 1971/72 mit dem Hamburger TB in der Basketball-Bundesliga. Im April 1974 stand er mit Hamburg im Endspiel um den DBB-Pokal. Apeltauer erzielte in der Partie 14 Punkte, man verlor aber deutlich gegen TuS 04 Leverkusen. Später spielte er mit dem MTV Wolfenbüttel in der Bundesliga. und im Europapokal. 1976 wurde er mit der Mannschaft jeweils Zweiter in der Meisterschaft als auch im Pokalwettbewerb. Zwischen 1975 und 1977 bestritt er 24 A-Länderspiele für die bundesdeutsche Nationalmannschaft.
1978 wechselte Apeltauer von Wolfenbüttel zum SSC Göttingen, mit dem er 1980 deutscher Meister wurde. Anschließend wechselte er zu den Giants Osnabrück mit denen er 1982 in die 2. Basketball-Bundesliga und 1983 in die erste Liga aufstieg und für die er ebenfalls im Europapokal auflief. Ab 1985 spielte er wieder für Göttingen in der Bundesliga. Während seiner Karriere kam er in der höchsten deutschen Spielklasse auf insgesamt 2344 erzielte Punkte.
Als Trainer führte er die BG 74 Göttingen 1988 zum Aufstieg in die 2. Bundesliga.
Beruflich wurde er als Handelslehrer tätig.